# Semjon Leonidowitsch Koschin

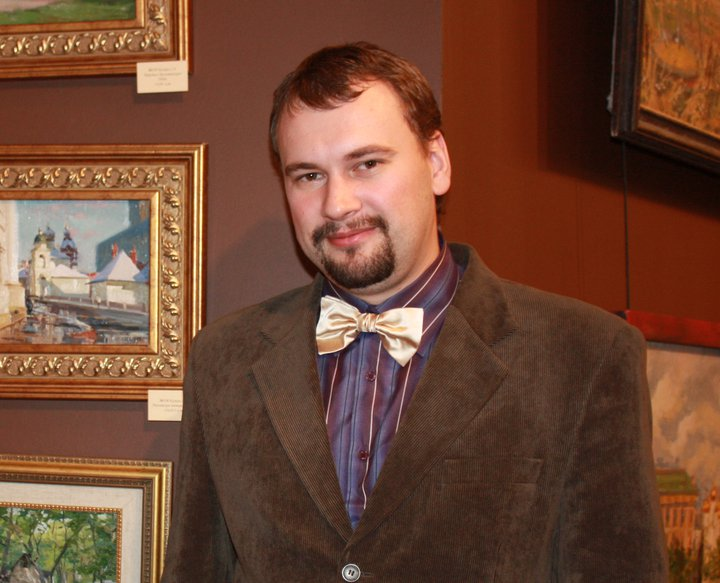
Semjon Koschin, 2009

Semjon Leonidowitsch Koschin (russisch Семён Леонидович Кожин; * 11. März 1979 in Moskau) ist ein russischer Künstler, Maler, Grafiker, Dekorateur und Mitglied der Kreativen Union der Künstler von Russland IFA.

## Leben
Koschins Vater ist der Ingenieur Leonid Arkadiewitsch Koschin, seine Mutter Irina Koschina (geborene Dayschutowa) ist Historikerin, Filmemacherin und Lehrerin für Englisch. Koschin studierte am Moskauer akademischen Kunstlyzeum N.W. Tomski, an der Russischen Akademie für Malerei, Bildhauerei und Architektur. Von 2000 bis 2010 war er an Ausstellungen in Russland und im Ausland beteiligt. Koschin gibt sich als Gegner der Demokratie und Befürworter der Monarchie und der Ständeordnung. Er lebt und arbeitet in Moskau.

## Biografie
Semjon Leonidowitsch Koschin ist am 11. März 1979 in Moskau geboren. Sein Vater Leonid Arkadjewitsch Koschin ist Ingenieur von Beruf, während seine Mutter Irina Michajlowna Koschina (geborene Dajschutowa) Lehrerin in Englisch ist.
Zwischen 1986 und 1988 spielte er einige Male Episodenrollen, u. a. für das „Gorki“-Filmstudio.
In den Jahren 1988–1990 lernte Koschin neben seinem Besuch einer mittleren Schule an der Krasnopresnenskaja-Kunstschule in Moskau. Im Jahre 1990 schrieb er sich am Moskauer Akademischen Kunstlyzeum der Russischen Akademie der Künste ein. Zusammen mit seinen Mitschülern besuchte er mehrere Städte in Russland (Welikije Luki, Rjasan, Städte des „Goldenen Rings“, die Solowezki-Inseln), um sich der Freilichtmalerei zu widmen. Als Diplomarbeit hat er eine Reihe von Illustrationen zum „Vollständigen Unterricht in der russischen Geschichte“ vorbereitet.

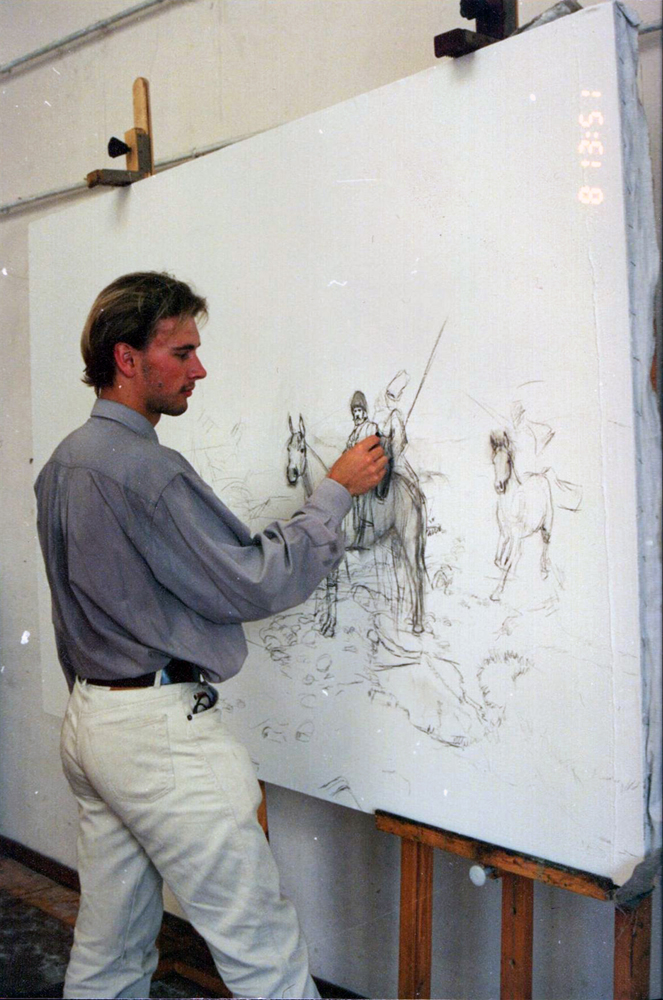
Simjon im Verfahren Schaffung eines historischen Bildes Rubicon, (2001), Moskau

Im Jahre 1997 schrieb Koschin sich an der Fakultät für Malerei der Russischen Akademie für Malerei, Bildhauerei und Architektur ein. Im Jahre 2001 bekam er eine Aufgabe, ein kleines Gemälde „Fest“ anzufertigen. Er fasste einen Plan und malte zwei Varianten der Komposition „Fastnacht. Winteraustreiben“. Im Jahre 2002 lernte er im Atelier für Landschaftsbilder unter der Leitung von Alexander Pawlowitsch Afonin. Im Jahre 2003 fertigte er das Gemälde „Kloster Ferapontow“ als seine Diplomarbeit an, das erfolgreich begutachtet wurde.

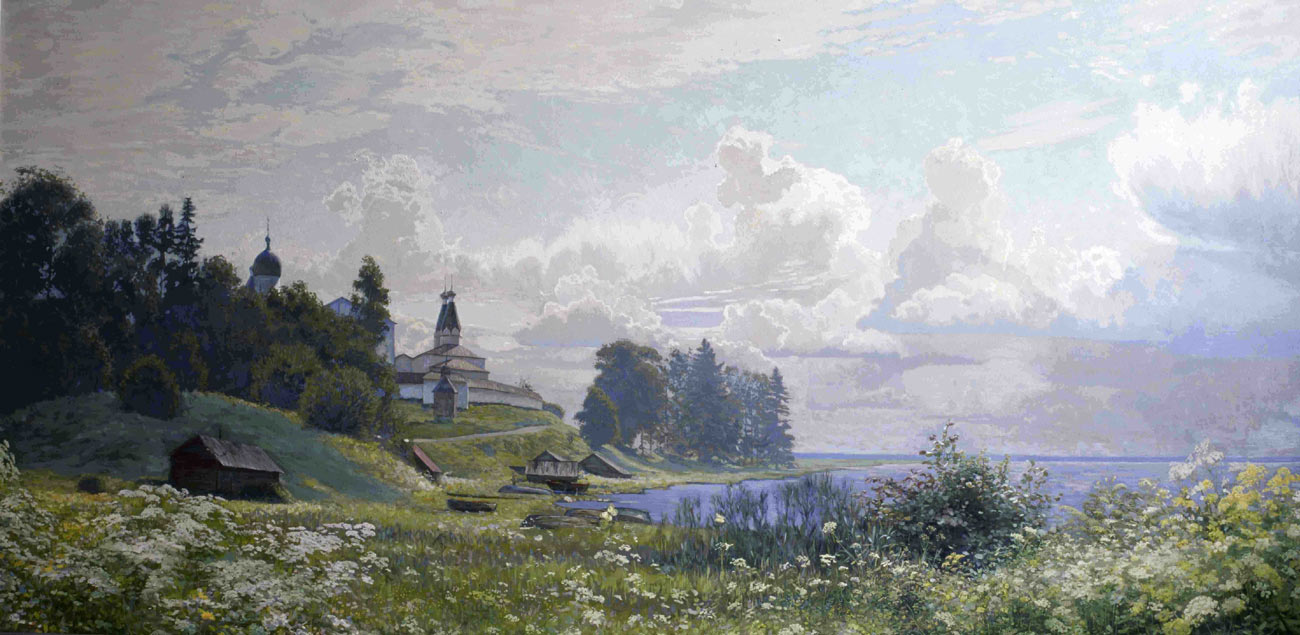
Kloster Ferapontow, (2003)

Seit 2000 nimmt er engagiert an Ausstellungen teil. Er malt Landschaftsbilder, Stillleben, Genre- und Historienbilder. Er wendet Aquarell-, Gouache-, Acryl-Maltechnik sowie die der Öl- und Temperamalerei an. Heute arbeitet und wohnt er in Moskau.
In den Jahren 2001–2002 ging er auf bildende Reisen nach England. Der Künstler fertigte eine Reihe von realistischen Zeichnungen nach der Natur des englischen Dorfes Haddenham (Buckinghamshire) an.
Im Jahre 2004 lieferte er Acryl-Illustrationen für ein biografisches Kinderbuch über den bekannten italienischen Tenor Luciano Pavarotti. Das Buch wurde in Korea veröffentlicht. Er schuf eine Grafikfolge zu den Märchen der Brüder Grimm „Rapunzel “ und „Hänsel und Gretel“.
In den Jahren 2005–2015 reiste er viel sowohl durch Russland: die Gebiete Twer, Kaluga, den sog. Goldenen Ring Russlands, den Ural, als auch ins Ausland; er schuf eine Gemäldefolge von England, Malta, Irland, der Schweiz, Griechenland, der Türkei, Spanien, Italien etc. Eine herausragende Stellung im schöpferischen Wirken Koschins nimmt die Stimmungslandschaft ein; dominiert durch eine kräftige Zeichnung, gleichzeitig eine feine koloristische Palette von lila und hellblauen Farbtönen. In seinen Werken sind Naturbeobachtungen mit durchdachter Farbgebung und Komposition vereint. Der Künstler greift zuweilen auf Anleihen aus  Mythen insbesondere seiner russischen Heimat zurück und verwirklicht sie in Genre- und Historienkompositionen.

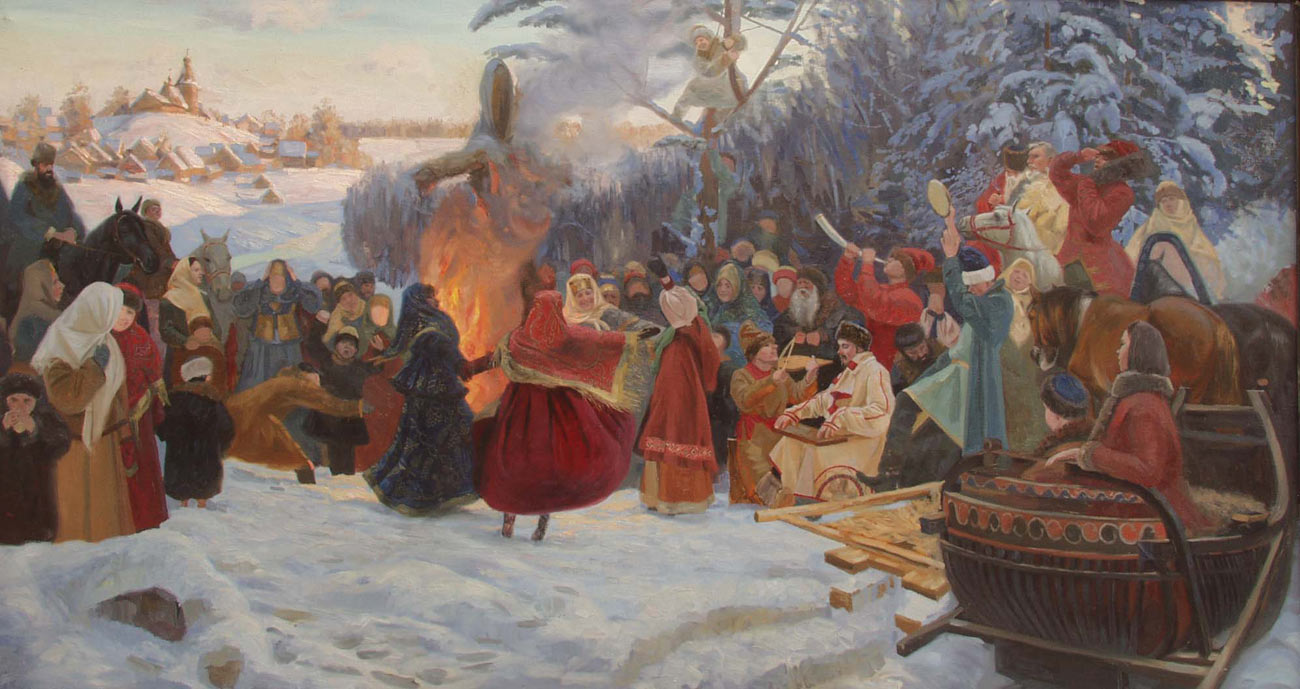
Fastnacht. Winteraustreiben, (2001)

Neben zahlreichen Landschaftsbildern von Moskau, Sankt Petersburg und Kolomenskoje, Genre- und Historiengemälden und -zeichnungen, die der Künstler in den Jahren 2000–2015 schuf, sind seine Gemälde „Granatny pereulok“, „Iwan Kupala. Wahrsagung über die Kränze“, „Beim Neujungfrauenkloster“, „Russische Jagd“, „Neues Albion“, Francis Drakes Schiff „Golden Hinde“, „Walaam. Walddickicht“, „Fastnacht. Winteraustreiben“, „Alte Eiche in Kolomenskoje“, „Wahrsagen in den Rauhnächten“, „Jägerin“, „Sicht auf Moskau mit einem Hochhaus“ etc. Der Künstler ist von den Aussichten auf die Städte bei Nacht hingezogen, bei deren Wiedergabe ein Unterton von Unruhe und Expression in Bezug auf die von den Impressionisten beeinflusste Malmanier zur Geltung kam. Es entsteht eine ganze Reihe von Zeichnungen bei Nacht: „Silvesternacht. Jelisejewski Laden“, „Kathedrale des seligen Basilius“, „Tower Bridge “, „Wellington Arch“ etc.

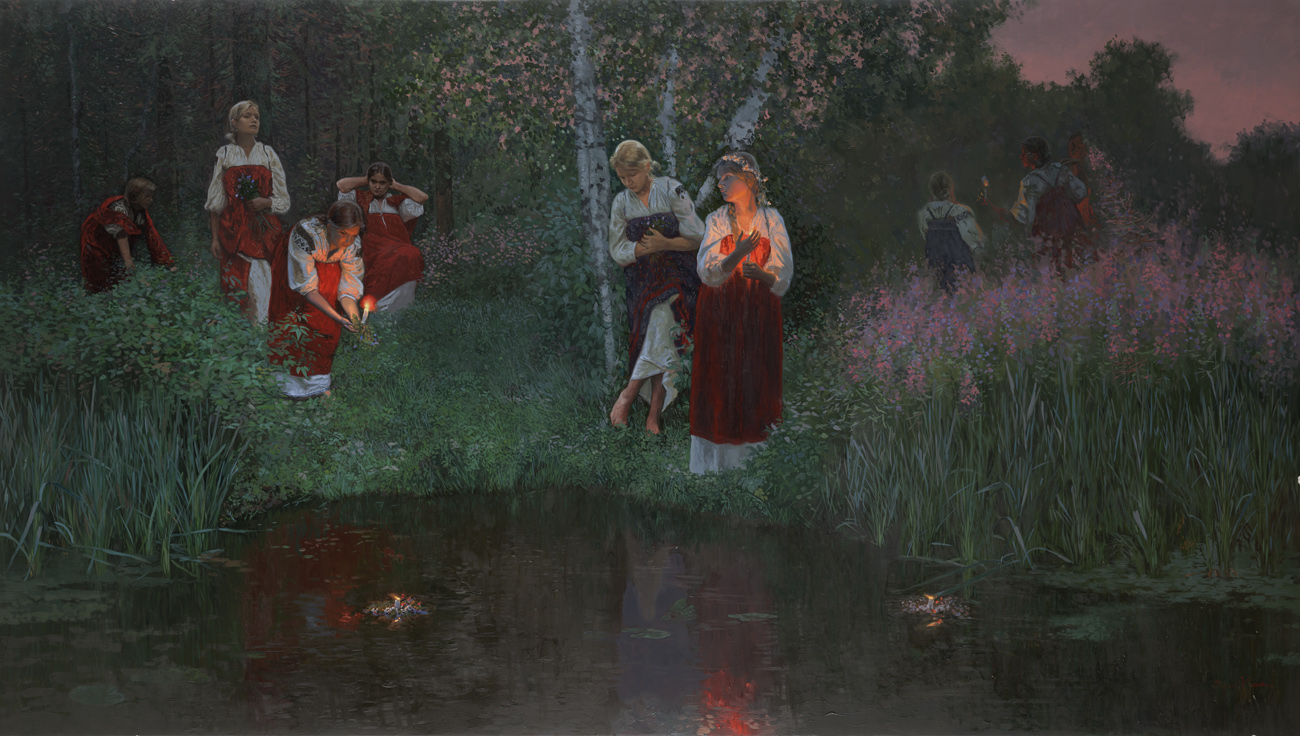
Iwan Kupala. Wahrsagung über die Kränze, (2008)

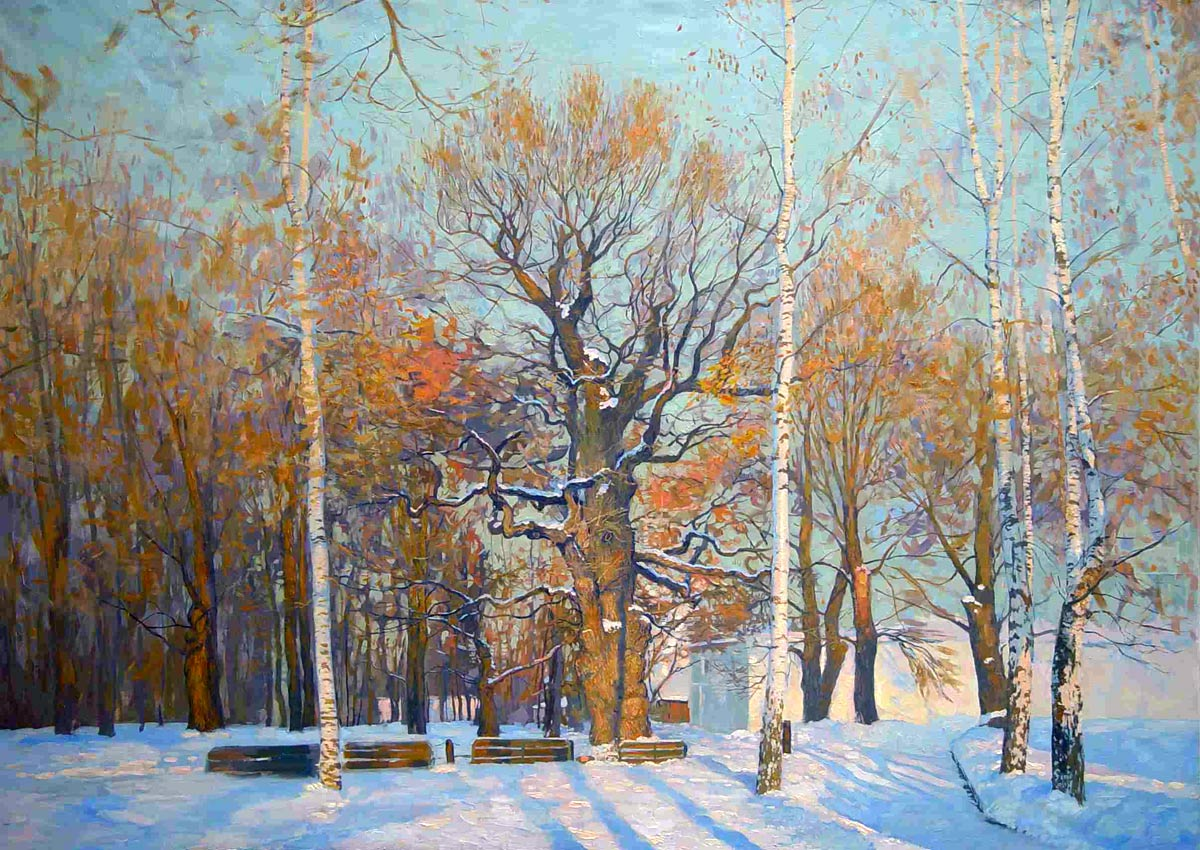
Alte Eiche in Kolomenskoje, (2003)

Neben den Stadtmotiven widmete Koschin sich auch den für die Landschaftsmalerei herkömmlichen Themen und dabei schöpft er jede Möglichkeit aus. Anstelle von Panoramablick mit einer Vielzahl von deutlich lesbaren Kompositionen, Erfassung der räumlichen Ausdehnung nach Breite zieht er Detaildarstellungen vor: Gartenecke, schneebedeckter Wald, Spiel von Leuchtpunkten auf dem Wasserspiegel. Der Künstler hat ein feines Gefühl für eine veränderliche Schönheit der Natur und kann vielseitige Nuancen in ihrer Stimmung wiedergeben, wie z. B. in den Werken „Omas Garten“, „Dezember“ und „Bodrum. Rosafarbener Aufgang“.

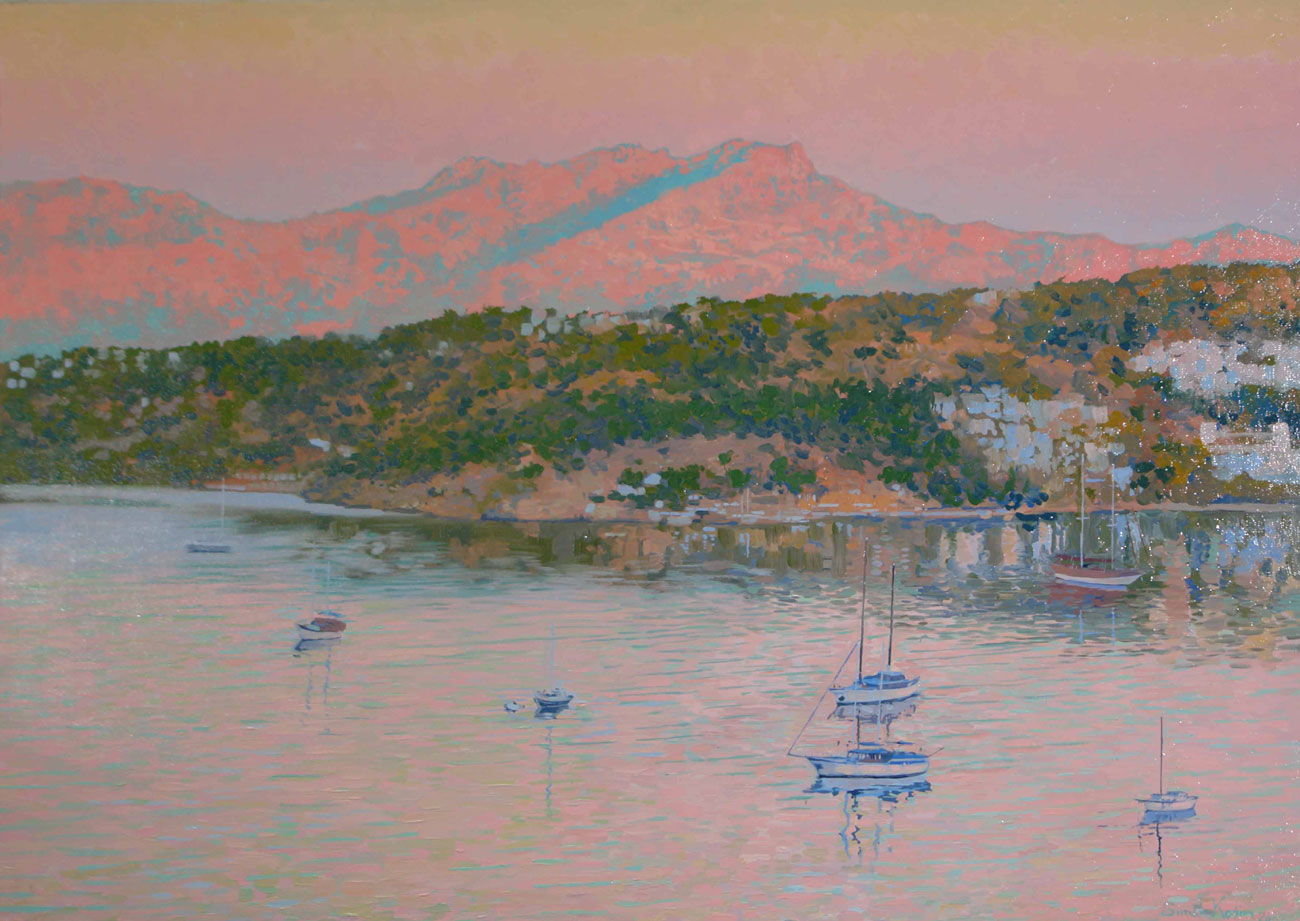
Bodrum. Rosafarbener Aufgang, (2008)

Nach einer Folgereise nach Großbritannien malte der Künstler eine Bilderreihe in Aquarell, begeistert von der Kunstfertigkeit der englischen Aquarellisten. Im Jahre 2003 besuchte er die Ausstellung „Poesie der Wahrheit“ im Ashmolean Museum in Oxford, in der riesengroße Aquarellbilder vertreten waren. Danach schuf er Gemälde „Malta “, „Berge Connemaras“, „Abtei Notley in England“ etc. Diese Werke sind von der Luftigkeit und Leichtigkeit gefüllt, die für das Aquarell unverkennbar sind. Der Maler wendet eine Maltechnik sowie auf trockenem als auch feuchtem Papier an, indem er den Effekt der Feinheit der Pinselführung erreicht.
In den Jahren 2000–2006 widmete Koschin sich oft der Gattung Stillleben. Hier genauso wie im Landschaftsbild reichte es für ihn nicht aus, sich an der Form und Farbe zu freuen. Der Künstler wendete Technologien der flämischen Malerei an, malte Stillleben auf Parkett-Holzplatte. Seine Kompositionen sind dem Vorhaben nach originell, kompliziert in Bezug auf den Charakter der Oberfläche und die Maltechnik, gefüllt mit assoziationsreichem Subtext, wie z. B. „dt. Stillleben mit Lobster“, „Stillleben mit Muscheln “, „Stillleben mit Blumen. Nachahmung der flämischen Malerei“.

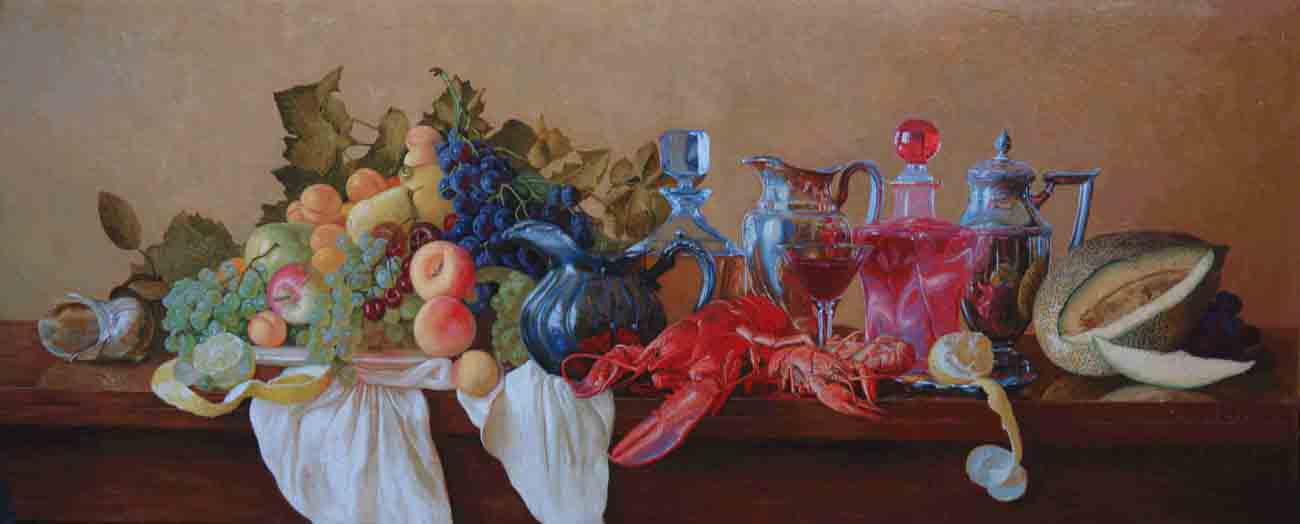
dt. Stillleben mit Lobster, (2006)

In den Jahren 2001–2007 widmete Koschin sich der Gattung Historienmalerei, indem er eine Reihe von Zeichnungen und Gemälden schuf, die dem Vaterländischen Krieg 1812 gewidmet waren. Zu dieser Gemäldefolge gehören „Trauerfeier für General A. A. Tutschkow“, „Rubikon. Flussübergang der Einheit von Denis Dawydow. Jahr 1812. 2001“, „Rückzug von Napoleon vor Kosaken“. Die Auswahl des Themas sowie seine bildliche Darstellung standen im Einklang mit persönlichen patriotischen und freiheitsliebenden Bestrebungen des Autors. Die in den Jahren 2002–2005 in den Ausstellungen des Künstlervereins „Primavera“ im Zentralen Haus des Künstlers gezeigten Werke brachten dem Autor Berühmtheit und machten anschaulich, er sei Meister des Historiengemäldes.

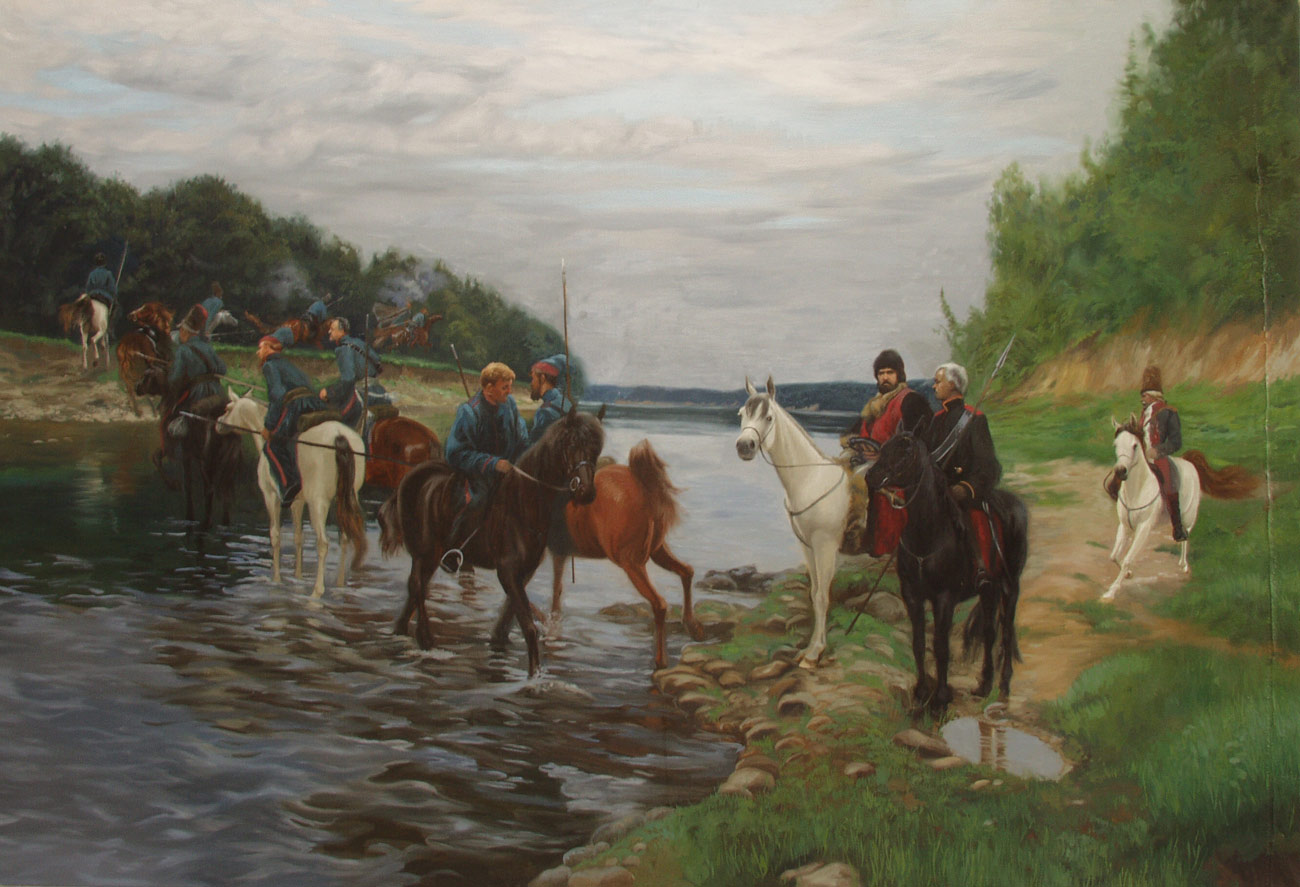
Rubikon. Flussübergang der Einheit von Denis Dawydow. Jahr 1812, (2001)

Koschin experimentiert viel mit der Maltechnik, indem er den Effekt der räumlichen Dimension, Halbdurchsichtigkeit und Vielschichtigkeit verdeutlicht. In seinen Werken vereint der Künstler glatte Malweise mit energischem Pinselstrich und deckenden Farben auf hellen Stellen, um die räumliche Dimension und Tiefenwirkung eines Bildes zu erreichen. In den Jahren 2006–2015 waren Koschins Werke in Ausstellungen und Kunstauktionen in den USA, in der Schweiz, in Großbritannien und Irland erfolgreich vertreten.
Seine Werke befinden sich in den Museen und Privatsammlungen in Russland, England, in der Schweiz, in den USA in China und weiteren Ländern.

## Teilnahme an Ausstellungen
- 2001 – Bildende Reise nach England. Ausstellung: Haddenham, Buckinghamshire.
- 2002 – Gemeinsame Ausstellung des Künstlervereins „Primavera“ im Zentralen Haus des Künstlers.
- 2003 – Ausstellung in London „Fresh art“. Teilnahme an der Ausstellung „Ein wenig sind wir alle Pferde“, organisiert durch die Antiquitätengalerie „Na Staromonetnom“.
- 2003 – Ausstellung „Winter, Winter, überall Winter“ in der Antiquitätengalerie „Na Staromonetnom“. Eine Reihe von Malerwerken über Moskau für die Innenausstattung einer Bank. Ausstellung „Energy of Flowers“ in der Collyer Bristow Galerie in London.
- 2005 – Gemeinsame Ausstellung des Künstlervereins „Primavera“ im Zentralen Haus des Künstlers. Ausstellung „Zeitgenössische russische Malerei“ in der Collyer Bristow Galerie in London. Ausstellung „Russische Traditionen“ im Russischen Restaurationszentrum. Ausstellung „Jahreszeiten“ in der Antiquitätengalerie „Na Staromonetnom“. Ausstellung „Russische Traditionen“, Washington, USA. Ausstellung „Neue Russische Malerei“ in der Oriel Galerie, Dublin, Irland.
- 2006 – Ausstellung „Zeitgenössische russische Malerei“, Carlton Hotel, St. Moritz, Schweiz. Ausstellung „London – Paris – New York“ in der Collyer Bristow Galerie in London.
- 2007 – Ausstellung „20 Jahre der Akademie“ in der Halle „Manesh“, gewidmet dem 20-jährigen Bestehen der Russischen Akademie für Malerei, Bildhauerei und Architektur. Ausstellung „Lebenszyklus“ im Gewölbe der Kirche St. Pancras Parish in London, organisiert durch die Bash Creation Art Galerie. Offizielle Ausstellung der Föderalen Agentur Rossport im Allrussischen Ausstellungszentrum „Sport-7“ (Galerie „Art Olymp“). Ausstellung „Fest der Metropole“ im Gostiny Dwor. Ausstellung „Russisches Wunder“ im Allrussischen Ausstellungszentrum.
- 2008 – Ausstellung „Poesie der Wahrheit“ in der Galerie „Les Oreades“ im Zentralen Haus des Künstlers. Ausstellung bei der Russischen Aktiengesellschaft „Einheitliches Energiesystem Russlands“, Teilnahme als Mitglied von „Academia+“ mit Unterstützung des Kulturfonds der Russischen Föderation. Ausstellung „Europa im Frühling“ in der Oriel Galerie, Dublin, Irland. Teilnahme an der Kunstauktion Nr. 11 „Russisches Genregemälde des XX. Jahrhunderts“, organisiert durch die „Russische Galerie der Künste“, Moskau. Ausstellung & Vernissage auf der Pushkinskaja Kai, organisiert mit Unterstützung „Sport- und Marketing-Agentur JSA“ im Rahmen der Moskauer internationalen Regatta. Kunstauktion „Zeitgenössische Künstler des Realismus“ Nr. 72 in der Galerie „SOWKOM“ (11. September 2008). Ausstellung für junge Künstler der Landschaftsmalerei in der Galerie „N-prospect“ in Sankt Petersburg.
- 2009 – Ausstellung „Zeitgenössische Russische Malerei“ in der Oriel Galerie, Dublin, Irland. Ausstellung „Traditionen der Gegenwart“ im Rahmen des Projekts „Ein Spiel der Phantasie“ in der Schaljapin-Galerie, Moskau. Internationale Ausstellung der nordostasiatischen Malerei, Fotografie, Skulptur und Kalligraphie (fand in China in der Stadt Changchun in der Zeit vom 31. August bis zu 15. September 2009 statt, Teilnahme mit Unterstützung des Vereins der Kunstsammler Altai). Einzelausstellung in der Galerie „Ein Spiel der Phantasie“ in den Räumen des Föderalen staatlichen unitären Unternehmens „Verlag Iswestija“, Moskau. 6. internationale Ausstellung der zeitgenössischen Kunst „RUSSIAN ART WEEK/Russische Kunstwoche“ (wurde in zwei Metropolen durchgeführt: in Moskau und Sankt Petersburg). Ausstellung junger Künstler des Realismus „Anziehung des Realismus“ in der Staatlichen Kultureinrichtung „Staatlicher Ausstellungspavillon Ismajlowo Galerie“.
- 2008–2009 – Teilnahme an mehreren Ausstellungen in der Galerie „Elena“, Moskau.
- 2010 – Teilnahme an der wohltätigen Kunstauktion zur Unterstützung von Beschädigten bei dem Terroranschlag in der Moskauer U-Bahn am 29. Mai auf der Website Investitionen in die Kunst.
- 2012 – Einzelausstellung „Sichtbare Motive“ in der Ausstellungshalle des Russischen Auktionshauses im Gostiny Dwor (Moskau).
- 2015 – Ausstellung „Krimgeschichten“, Teilnahme als Mitglied des Künstlervereins „Nowyje peredwishniki“ (dt. Neue Gesellschaft zur Veranstaltung von künstlerischen Wanderausstellungen) im Zentralen Haus des Architekten. Einzelausstellung im Moskauer Staatlichen Vereinten Kunst-, Geschichts- und Architektur-Freilichtmuseum und Natur- und Landschaftsschutzgebiet Kolomenskoje.

## Seine Werke sind in den Sammlungen folgender Museen vertreten
- Museumsfonds des Moskauer Akademischen Kunstlyzeums, Moskau
- Museum der Russischen Akademie für Malerei, Bildhauerei und Architektur, Moskau
- Regionales Kunstmuseum Kaluga
- Heimatstube Koselsk
- Staatliches Zentralmuseum der Modernen Geschichte Russlands, Moskau
- Moskauer Staatliches Vereintes Kunst-, Geschichts- und Architektur-Freilichtmuseum und Natur- und Landschaftsschutzgebiet Kolomenskoje-Ismajlowo-Lefortowo-Ljublino, Moskau
- Militärhistorisches Museum 1812 Malojaroslawez in Malojaroslawez
- Museumsverein „Museum Moskaus“, Moskau
- Anwesen der Murawjow-Apostols, Moskau
- Kunstmuseum Surgut
- Gemäldegalerie Pensa benannt nach Sawizki

## Zitate
„Beobachtungssinn, lyrische Gabe, Fähigkeit in Anwendung verschiedener Maltechniken, feines Gefühl für Farbe heben diesen Künstler unter den Künstlerkollegen aus „einem Atelier“ hervor und machen seine Werke beeindruckend und erkennbar in einem mehrdeutigen widersprechenden Zusammenhang der modernen Kunst.“

„Er hat ein ausgezeichnetes Auge für Farbe. Er denkt interessant in Kompositionen, weil es zu wenig ist, nur Farbe zu sehen. Man muss noch das Gemälde in Farbe so spüren, damit es eine plastische, malerische, kompositorische Darstellung schafft. Das gelingt ihm….“

## Filmografie
- 2011 – „Ein Schöpfer ist kein Handwerker“, ein Dokumentarfilm über das schöpferische Wirken von Semjon Koschin (Regisseur Wladislaw Artamonow)
- 2015 – Menschen, die die Erde rund schufen – Künstler

## Werke in Sammlungen
- Staatliches Zentrales Museum für Neue Geschichte Russlands, Moskau[3]
- Kaluga Regional Art Museum, Kaluga[4]
- Museum Fonds der Moskauer Akademische Kunst Lyceum, Moskau[5]
- Museum der Russischen Akademie für Malerei, Bildhauerei und Architektur, Moskau[6]
- Stiftung für das Kulturerbe, Sankt Petersburg[7]
- Koselsky Museum, Koselsk[8]
- Museumsverband "Moskau Museum", Moskau[9]
- Die Penza Regionale Kunstgalerie von K. A. Savitskiy, Penza[10]

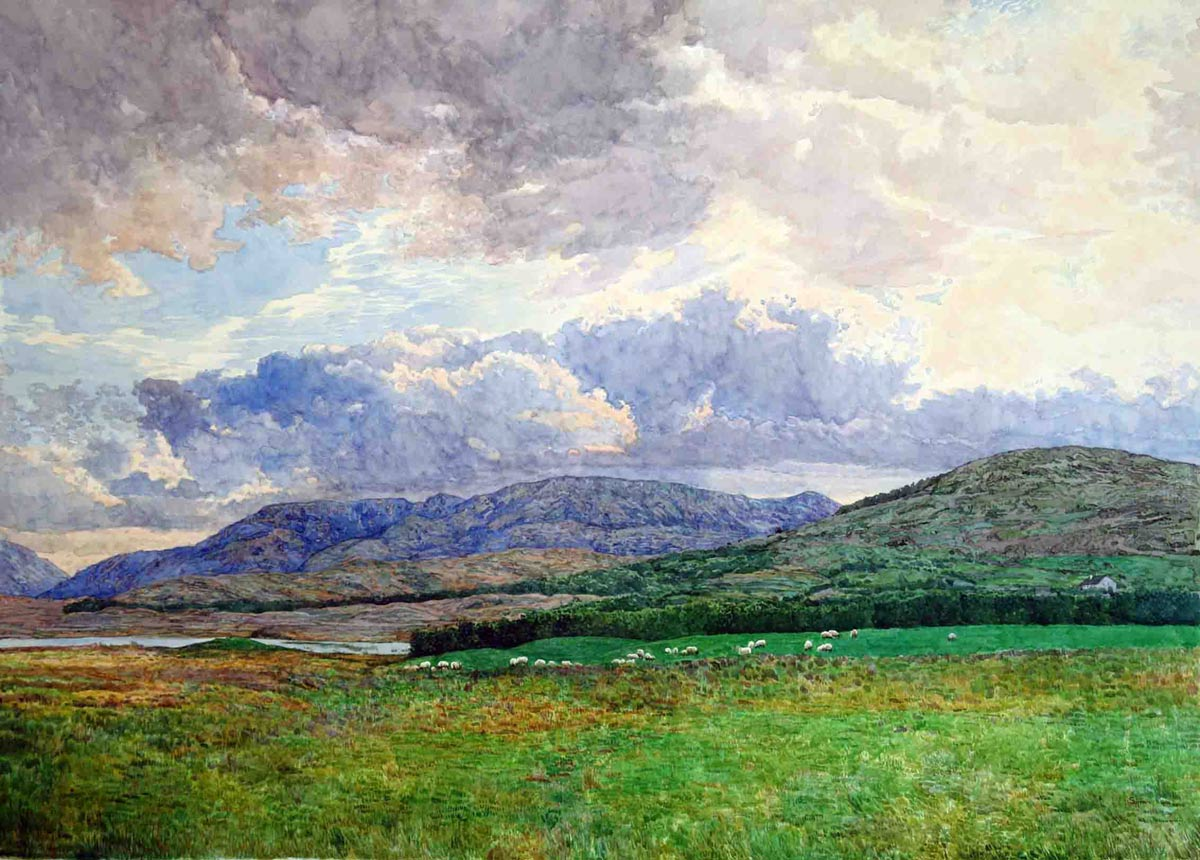
Ferapfontow Klosters. Wasserfarbe auf Papier, 63 × 85 cm, 2006
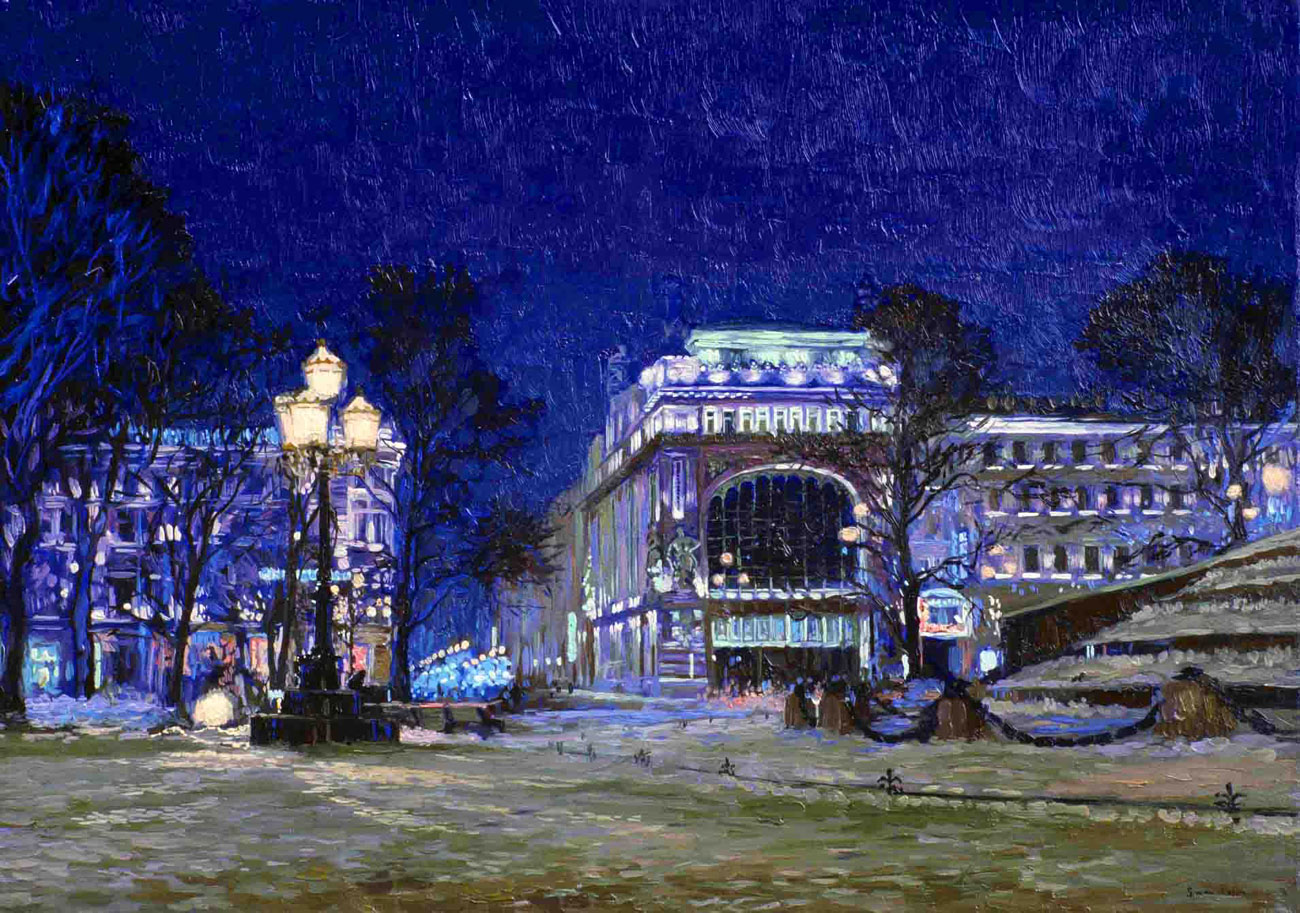
St. Petersburg. Silvester. Jelisejewski Shop. Öl auf Leinwand 25 × 35 cm, 2003
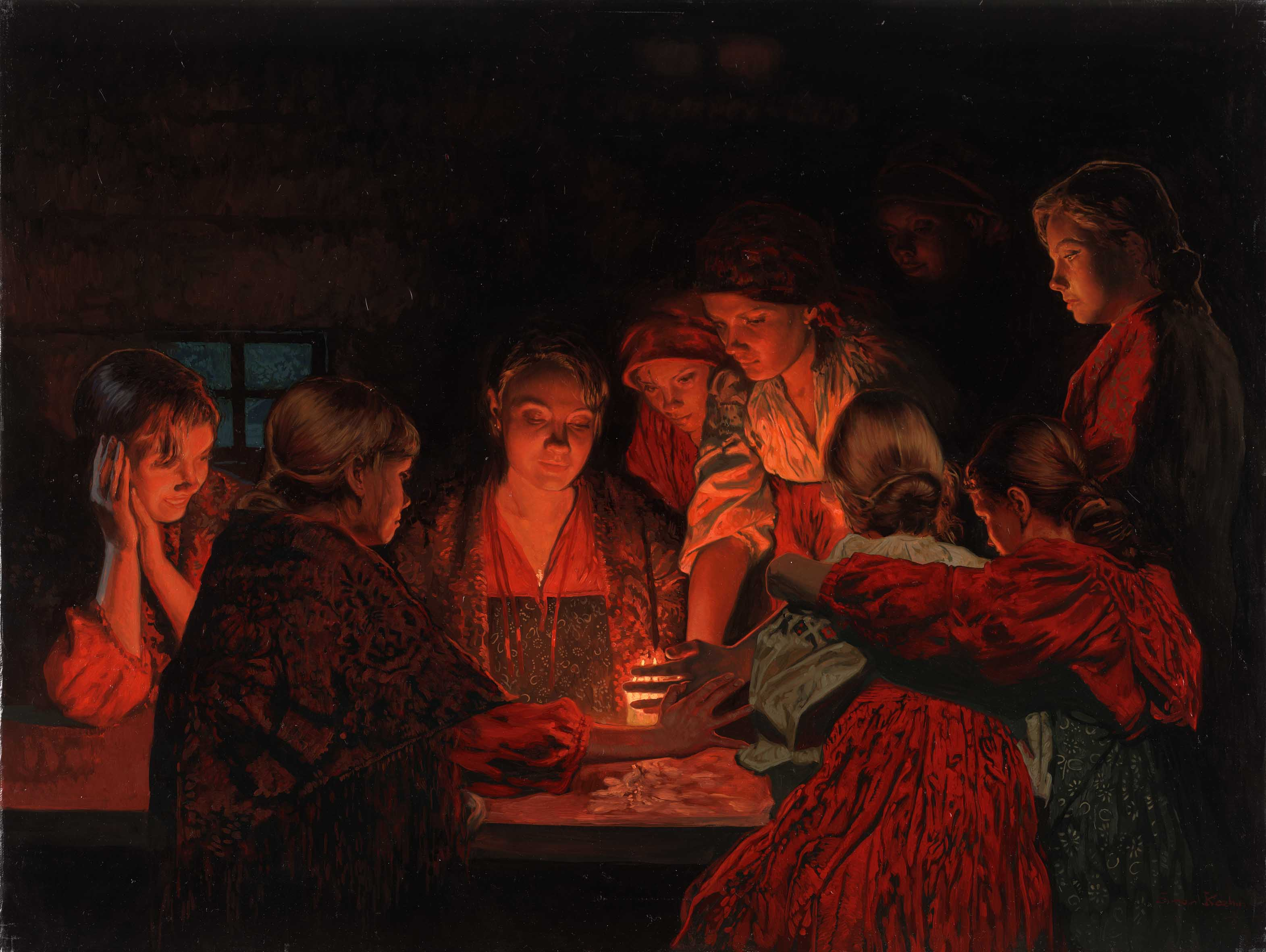
Wahrsagen in den Rauhnächten. Öl auf Leinwand 60 × 90 cm, 2008
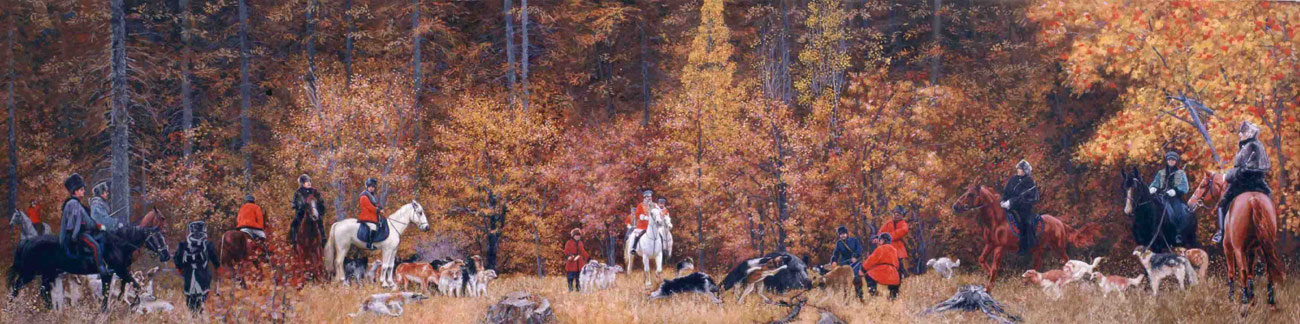
Russische Jagd. Öl auf Leinwand 50 × 100 cm, 2007
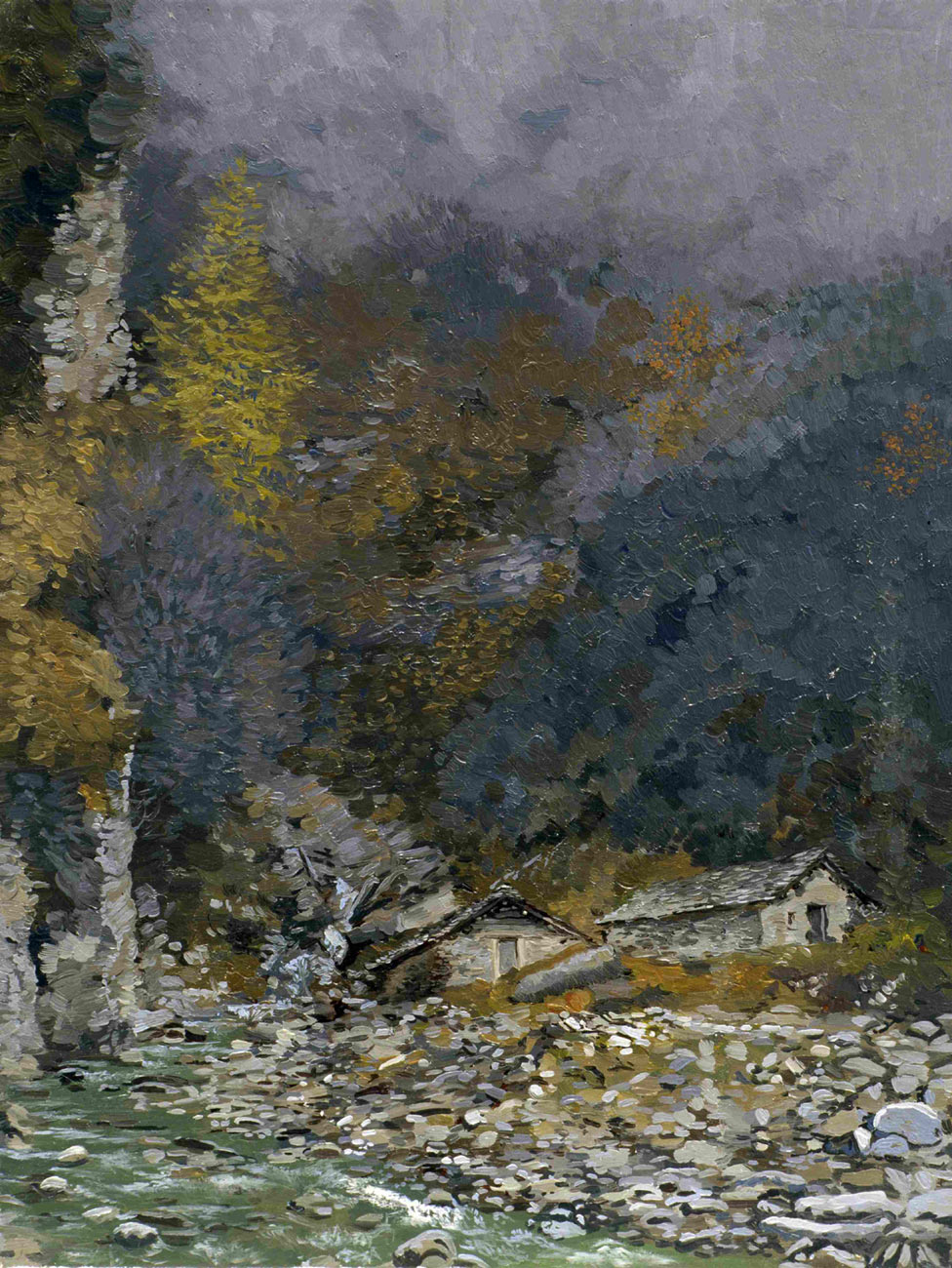
Sils Maria; Isola. Öl auf Leinwand 40 × 30 cm, 2006
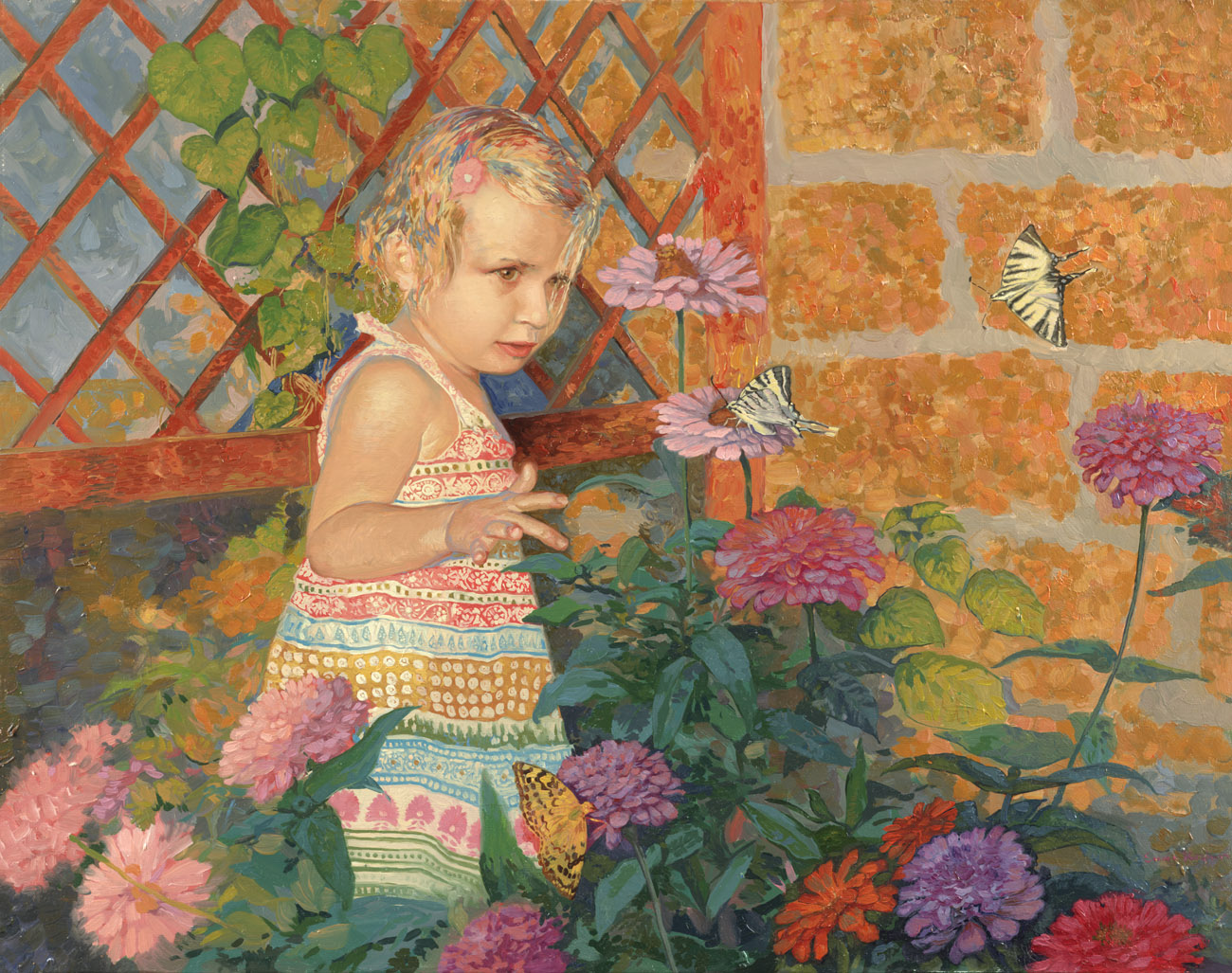
Jägerin. Öl auf Leinwand 52,5 × 66 cm, 2007